# ゆずマンの夏
『ゆずマンの夏』（ゆずマンのなつ）は、ゆずの生産枚数限定・企画アルバム。2000年7月12日発売。発売元はセーニャ・アンド・カンパニー。

## 解説
- 「夏」をテーマに作成された。ミニアルバムとしては3作目、分類なしでは通算6作目のアルバム。完全枚数限定生産盤（50万枚）。
- 黄色いCDケースがダンボール風の箱に詰められた特殊パッケージ仕様となっている。
- CDより大きめサイズの、計32ページブックレット付き（一部レンタル店などでは、レンタル時に貸与されないこともある）。
- 「夏空の旅」ポスターが封入されている。
- 2000年に横浜・大阪で行われた野外ライブ「ゆず スタジアムツアー 満員音（楽）礼 〜熱闘!Bomb踊り〜」で収録曲が披露されたほか、2004年の「ゆず体育館ツアー 2004 夢の地図」では、ゆずとツアーメンバー等が「PEACH BOYS」という架空のバンドに扮して久しぶりにリアレンジ・メドレーで数曲を披露した。その模様は、限定販売で商品化済の「ゆず LIVE FILMS 夢の地図」に収録されており、「PEACH BOYS」コーナーが見られる。ゆずふたりの解説付きでの視聴が音声切り替えにより可能。
- 虫取り網を持ったゆずマンのイラストは、リーダー・北川悠仁によるもの。

## 収録曲
| 全編曲: 寺岡呼人&ゆず。 |                                |           |           |       |
| #                       | タイトル                       | 作詞      | 作曲      | 時間  |
| 1.                      | 「夏空の旅」(inst.)            | -         | 北川悠仁  | 2:39  |
| 2.                      | 「向日葵ガ咲ク時」             | 北川悠仁  | 北川悠仁  | 4:42  |
| 3.                      | 「風とともに」                 | 岩沢厚治  | 岩沢厚治  | 3:16  |
| 4.                      | 「チョコレート」               | 岩沢厚治  | 岩沢厚治  | 2:51  |
| 5.                      | 「Theme 〜ひと夏のゆずマン〜」 | 北川悠仁  | 寺岡呼人  | 2:35  |
| 6.                      | 「かまぼこ」                   | 岩沢厚治  | 岩沢厚治  | 2:42  |
| 7.                      | 「真夏の太陽」                 | 北川悠仁  | 北川悠仁  | 4:20  |
| 8.                      | 「葉月の雨」                   | 北川悠仁  | 北川悠仁  | 7:53  |
| 合計時間:               | 合計時間:                      | 合計時間: | 合計時間: | 30:58 |

## 楽曲解説
1. 夏空の旅 (inst.)
2. 向日葵ガ咲ク時
このアルバム曲で唯一、ミュージック・ビデオが存在する。DVD『録歌選 紅』（2003年1月22日）に収録。
3. 風とともに
4. チョコレート
5. Theme 〜ひと夏のゆずマン〜
ヴォーカルはゆずとは別の人物（少年）である[誰?]。ゆずマンの声をイメージしたとのことで、ゆずの2人は歌っていない。
6. かまぼこ
かまぼことは食べ物ではなくかまぼこみたいな形をした電話の事である。
7. 真夏の太陽
2006年の「ゆず体育館ツアー 2006 リボン」では、会場によって「命果てるまで」（『1 〜ONE〜』収録。2004年9月15日）にかわって歌われた。
8. 葉月の雨
  - 最後にオルゴールの音が入っており、アルバムのラストを締めくくっている。[独自研究?]その為にアウトロがやや長めで、ゆずの楽曲の中で初めて7分を超えた曲である。また、現時点でゆずの楽曲の中で最も長い曲となっている。

## 関連作品
- ゆずのね 1997-2007 -ベストアルバム-　　M-2
- NININ SANKYAKU YUZU MEGA MIX - リミックスライブアルバム-　　M-2